# Собор Святого Иоанна Крестителя (Марибор)
Собор Святого Иоанна Крестителя — католический собор в городе Марибор, Словения. Кафедральный собор
архиепархии Марибора, памятник архитектуры. Расположен на площади Сломшека.

## История
Храм построен в первой половине XII века как трехнефная базилика в романском стиле. Первоначально церковь была освящена в честь святого Фомы Апостола, в 1254 году получила нового покровителя — святого Иоанна Крестителя. На протяжении XII—XV веков неоднократно расширялась и перестраивалась, что добавило к романскому ядру храма готические части. Готический пресвитерий современного храма датируется XIV веком, главный неф — XV веком. В 1623 году была построена 76-метровая колокольня, которая позднее была разрушена молнией. В конце XVIII века взамен разрушенной была возведена современная 57-метровая колокольня. В XVIII веке в церкви были построены несколько боковых капелл в стиле барокко.
В 1857 году кафедра епископов Лаванта была перенесена в Марибор епископом Сломшеком, после чего церковь св. Иоанна Крестителя получила статус кафедрального собора.
В 1996 году в капеллу святого Креста были перенесены останки епископа Сломшека, причисленного к лику блаженных.

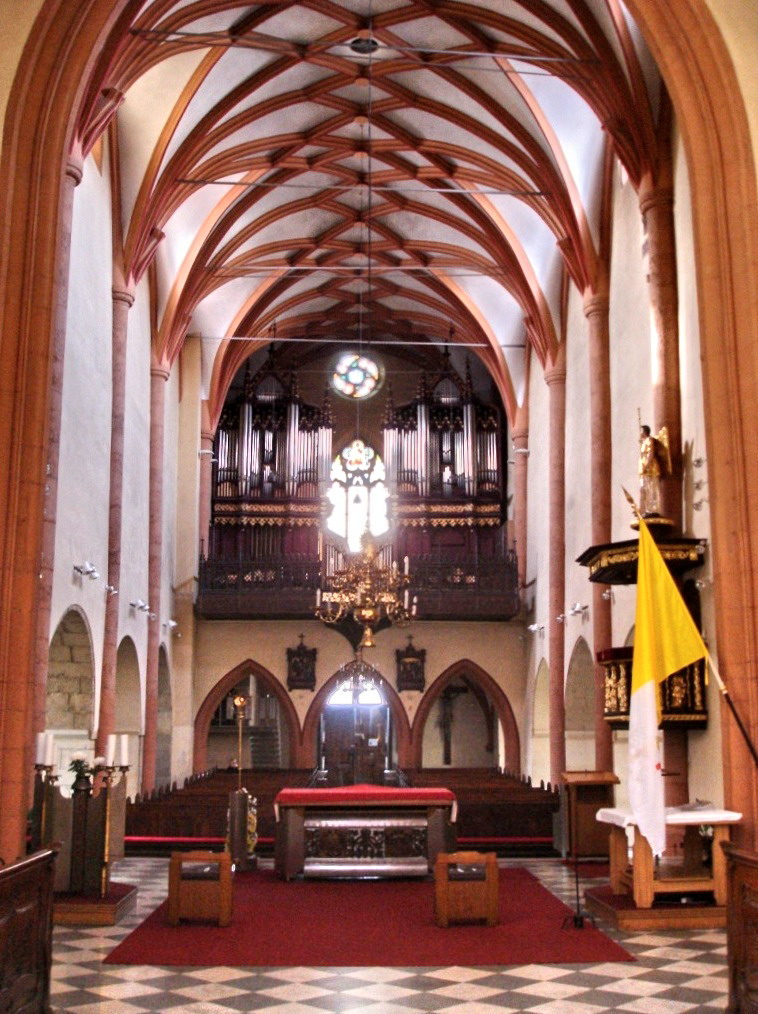
Главный неф, вид из пресвитерия
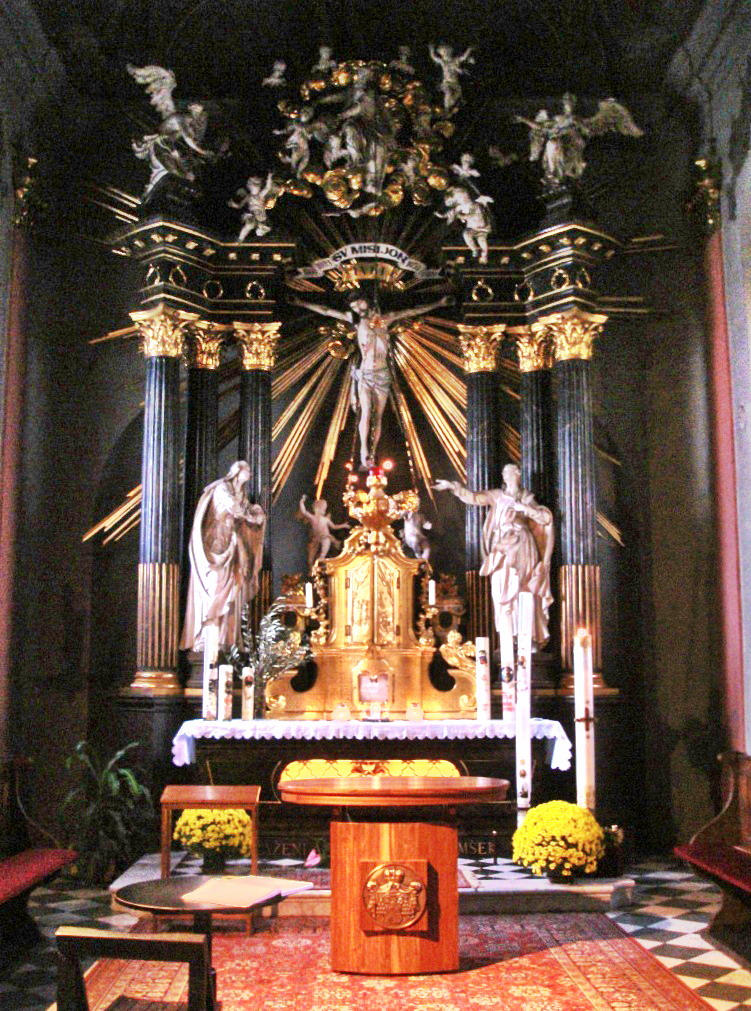
Капелла св. Креста и могила епископа Сломшека
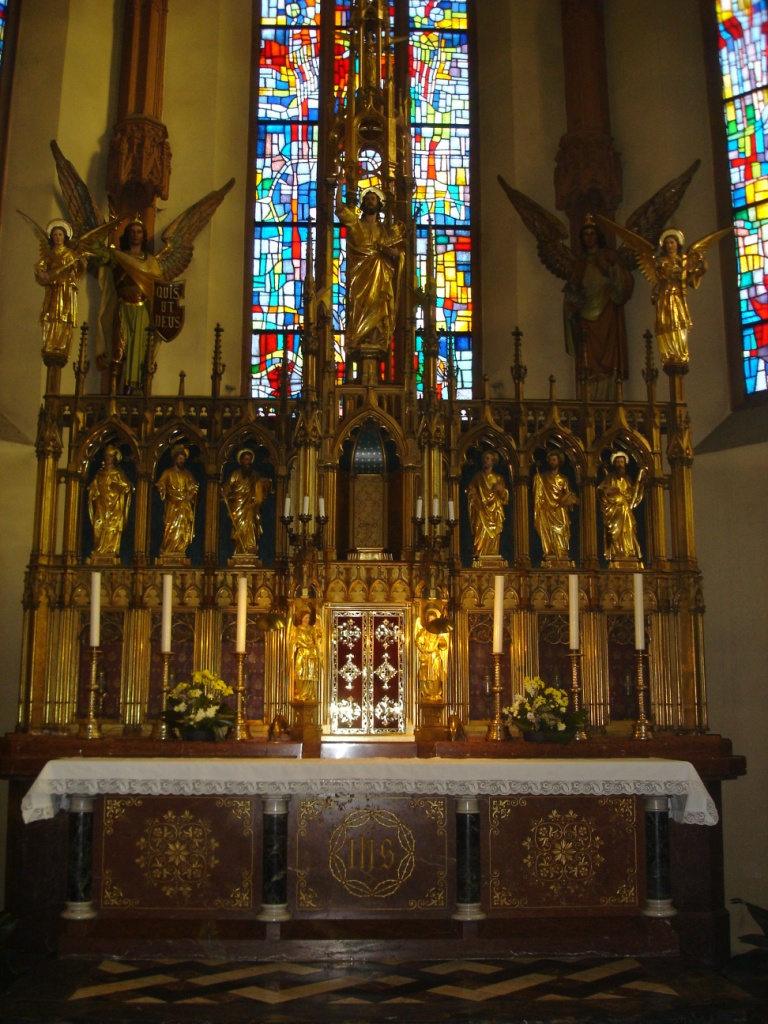
Главный алтарь собора